# جون دورن
جون دورن (بالإنجليزية: John Duren)‏ مواليد 30 أكتوبر 1958 في واشنطن العاصمة، هو لاعب كرة سلة أمريكي سابق. بدأ مسيرته الاحترافية في سنة 1980. تم اختياره من قبل فريق يوتا جاز خلال الدرافت. يبلغ طوله 6 قدم 3 بوصة (1.9 م). حقق المركز الأول في دورة الألعاب الأمريكية 1979. اعتزل اللعب في 1983. لعب مع يوتا جاز وانديانا بايسرز.

## الميداليات
| الميدالية | المسابقة                    |
| --------- | --------------------------- |
| ذهبية     | دورة الألعاب الأمريكية 1979 |

## روابط خارجية
- جون دورن على موقع إن بي أي (الإنجليزية)
- جون دورن على موقع سبورتس رفرنس (الإنجليزية)
- جون دورن على موقع كلية كرة السلة في سبورتس رفرنس.كوم (الإنجليزية)
- جون دورن على موقع ريلجم (الإنجليزية)
- جون دورن على موقع بروبوليرز (الإنجليزية)